# Richtlinie 98/24/EG
Die Richtlinie 98/24/EG ist eine Europäische Richtlinie durch die Mindestanforderungen für den Schutz der Gesundheit und der Sicherheit von Arbeitnehmer am Arbeitsplatz gegenüber chemischen Stoffen bzw. der Tätigkeiten mit chemischen Arbeitsstoffen festlegt werden. Sie ist die 14. Einzelrichtlinie zur Richtlinie 89/391/EWG (Arbeitsschutz-Rahmenrichtlinie). Durch die Richtlinie werden unter anderem Grenzwerte sowie Vorbeugungsmaßnahmen definiert und dem Arbeitgeber Pflichten zur Risikobewertung und zur Risikoprävention auferlegt. Daneben verpflichtet sie den Arbeitgeber Aktionspläne zum Verhalten bei Unfällen zu erstellen, Sicherheitsübungen durchzuführen, angemessene Erste-Hilfe-Einrichtungen bereitzustellen und Arbeitnehmer über die Ergebnisse der Risikobewertung, über die am Arbeitsplatz auftretenden chemischen Arbeitsstoffe sowie die relevanten Arbeitsplatzgrenzwerte zu unterrichten.

## Historie
Am 27. November 1980 verabschiedete die Europäische Union die Richtlinie 80/1107/EWG zum Schutz der Arbeitnehmer vor der Gefährdung durch chemische, physikalische und biologische Arbeitsstoffe bei der Arbeit. Diese wurde am 16. Dezember 1988 durch die Richtlinie 88/642/EWG und am 29. Mai 1991 durch die Richtlinie 91/322/EWG geändert. Daneben existierten die Richtlinie 82/605/EWG über den Schutz der Arbeitnehmer gegen Gefährdung durch metallisches Blei und seine Ionenverbindungen am Arbeitsplatz und die Richtlinie 88/364/EWG zum Schutz der Arbeitnehmer durch ein Verbot bestimmter Arbeitsstoffe und/oder Arbeitsverfahren. Alle drei Richtlinien sollten zwecks Vereinheitlichung überarbeitet und in einer Richtlinie zusammengefasst werden. Mit der Veröffentlichung der neuen Richtlinie 98/24/EG wurde diese drei Vorgängerrichtlinien aufgehoben. Die neue Richtlinie ist dabei eine Einzelrichtlinie im Sinne der Artikels 16(1) der Richtlinie 89/391/EWG des Rates vom 12. Juni 1989 über die Durchführung von Maßnahmen zur Verbesserung der Sicherheit und des Gesundheitsschutzes der Arbeitnehmer bei der Arbeit, die deren Vorgaben nicht ersetzt, sondern ergänzt.
Nach ihrer Veröffentlichung wurde die Richtlinie 98/24/EG durch die Richtlinie 2007/30/EG und die Richtlinie 2009/148/EG geändert. Nach Inkrafttreten der Verordnung (EG) Nr. 1272/2008 (CLP) war eine weitere Anpassung dieser und anderer Richtlinien an die neuen Regelungen erforderlich. Diese notwendigen Änderungen wurden durch die Richtlinie 2014/27/EU eingearbeitet. Zuletzt wurde die Richtlinie 98/24/EG durch die Verordnung (EU) 2019/1243 angepasst.

## Aufbau der Richtlinie 98/24/EG
- ABSCHNITT I ALLGEMEINE BESTIMMUNGEN
  - Artikel 1 Ziel und Geltungsbereich
  - Artikel 2 Begriffsbestimmungen
  - Artikel 3 Arbeitsplatzgrenzwerte und biologische Grenzwerte
- ABSCHNITT II PFLICHTEN DER ARBEITGEBER
  - Artikel 4 Ermittlung und Bewertung des Risikos von gefährlichen chemischen Arbeitsstoffen
  - Artikel 5 Allgemeine Grundsätze für die Verhütung von Risiken im Zusammenhang mit gefährlichen chemischen Arbeitsstoffen und Anwendung der Richtlinie in bezug auf die Risikobewertung
  - Artikel 6 Besondere Schutz- und Vorbeugungsmaßnahmen
  - Artikel 7 Vorkehrungen für das Verhalten bei Unfällen, Zwischenfällen und Notfällen
  - Artikel 8 Unterrichtung und Unterweisung der Arbeitnehmer
- ABSCHNITT III SONSTIGE BESTIMMUNGEN
  - Artikel 9 Verbote
  - Artikel 10 Gesundheitsüberwachung
  - Artikel 11 Anhörung und Mitwirkung der Arbeitnehmer
  - Artikel 12 Anpassung der Anhänge, Ausarbeitung und Annahme technischer Leitlinien
  - Artikel 12a Ausübung der Befugnisübertragung
  - Artikel 12b Dringlichkeitsverfahren
  - Artikel 13 Aufhebung und Änderung früherer Richtlinien
- ABSCHNITT IV SCHLUSSBESTIMMUNGEN
  - Artikel 14
  - Artikel 15 (aufgehoben)
  - Artikel 16
  - Artikel 17
- ANHANG I VERZEICHNIS VERBINDLICHER ARBEITSPLATZGRENZWERTE
- ANHANG II VERBINDLICHE BIOLOGISCHE GRENZWERTE UND GESUNDHEITSÜBERWACHUNGSMASSNAHMEN
- ANHANG III VERBOTE